# 常據
常 據（じょう きょ、? - 376年）は、五胡十六国時代前涼の人物。張璩とも記載される。字は元琰。敦煌郡の出身。

## 生涯
真っ直ぐな人柄で勇敢であり、言うべき事は躊躇わずに言う性格であった。
14歳の時に前涼に仕え、奉車都尉に任じられた。
ある時、将軍梁粛に従って隴西へ出征すると、邢崗において後趙の将軍王擢と交戦となった。両軍は10日余りに渡って対峙したが、常據は銜枚（兵や馬の口に木片を咥えさせ、声を出さないようにする事）して密かに敵陣に奇襲を仕掛け、これを大破した。この活躍により、その名を知られるようになった。
やがて寧戎校尉に任じられ、枹罕に出鎮した。
347年4月、後趙の涼州刺史麻秋が8万の兵を率いて枹罕に襲来した。晋昌郡太守郎坦は枹罕城が大きい事から守るには難しいと思い、常據へ外城を放棄するよう勧めたが、逆に武城郡太守張悛は「外城を放棄すれば衆人の動揺を招きます。そうなれば、大事は去ってしまいましょう」とこれに反対した。常據は張悛の考えに同意し、外城に留まって固く守った。麻秋は枹罕外城を幾重にも城を包囲すると、雲梯を揃えて地下道を掘り、四方八方から同時に攻めた。だが、常據は城中の兵を巧みに統率して麻秋軍の侵攻を許さず、逆に数万の兵を討ち取った。
後趙君主石虎は麻秋の苦戦を知り、将軍劉渾に2万の兵を与えて援軍として派遣した。この時、郎坦は自らの進言が用いられなかった事を恨んでおり、後趙に寝返ろうと目論んだ。彼は軍士李嘉へ命じ、麻秋と内通させて後趙兵千人余りを密かに城壁へ導かせ、城の西北の一角へ引き入れた。だが、常據は宋脩・張弘・辛挹・郭普らを指揮して敵軍の侵入を阻み、白兵戦を繰り広げて200人余りを討ち取った。こうして侵入してきた敵軍の撃退に成功すると、次いで反乱を企てた李嘉を誅殺した。さらに、常據は敵軍の攻城道具も焼き払い、遂に後趙軍を大夏まで退却させた。
張重華の時代になると、騎都尉に任じられた。
353年10月、長寧侯張祚は国権を掌握しようと目論み、張重華の寵臣である趙長らと結託して異姓兄弟となり、共に乱を為そうとした。常據は心中これに不満を抱いたという。
張重華の末年、安昌門の外壁の周りに螽斯（キリギリス）が集まり、逆向きに動くという出来事があった。常據はこれを機に張重華を諫めて「螽斯は祚（張祚）の小字（幼名）であります。今、これが逆行していたるのは災の大なるものであります。願わくば、祚を外に出して涼土を安んじる事を請うものです」と上言し、張祚の存在を危険視して朝廷の外へ出すよう勧めた。だが、張重華は「子孫が繁昌してただ集結しているだけだというのに、どうしてこれが災となろうか。我は以前から祚に君主を代行させて法を委ね、周公の如く幼子（張耀霊）を輔けて欲しいと願っているのだ。君はどうしてそのような事を言うのか！」と激怒し、取り合わなかった。やがて張重華がこの世を去ると子の張耀霊が継いだが、張祚は張耀霊を殺して位を簒奪した。これにより、常據の懸念した通り、涼州は大いに乱れる事となった。
張天錫の時代になると、晋興相に任じられた。
367年3月、張天錫が隴西に割拠する李儼討伐の兵を挙げると、常據は使持節・征東将軍に任じられ、左南へ進んだ。4月、常據は葵谷まで進撃し、迎え撃って来た李儼軍を撃破した。その後、前秦軍が到来した事により、張天錫は全軍を帰還させた。
376年7月、苻堅は武衛将軍苟萇・左将軍毛盛・中書令梁熙・歩兵校尉姚萇らに13万の兵を与え、前涼征伐を命じた。8月、張天錫の命により、常據は兵3万を率いて洪池へ向かった。この時、常據は先手を打って姚萇を撃つべきだと主張したが、張天錫は従わなかった。やがて苟萇・姚萇が3万を率いて洪池に到来すると、常據はこれを阻むも敗北を喫した。混乱の最中に常據は馬を失ってしまい、配下の董儒は自らの馬を授けた。だが、常據は「我は三度諸軍を督し、二度節鉞を預かり、八の禁軍を従え、十の外兵を統べる事を許されてきた。その寵愛・信任はこの上無い程であった。遂に追い詰められる事となってしまったが、ここは我の死地である。どうして今更安んじる事があろうか！」と言い、董儒の申し出を拒絶した。そして、陣営に戻って兜を脱ぐと、主君のいる方角である西を向いて稽首し、剣に伏して自害した。